# Lijst van gouverneurs van Wyoming
Dit is een lijst met gouverneurs van de Amerikaanse staat Wyoming. Voordat Wyoming een staat werd had het de status van territorium.

## Territoriale Gouverneurs (1869–1890)
| Nr. | Gouverneur | Gouverneur                      | Termijn   | Partij      |
| --- | ---------- | ------------------------------- | --------- | ----------- |
| 1   |            | John Allen Campbell (1835–1880) | 1869-1875 | Militair    |
| 2   |            | John Milton Thayer (1820–1906)  | 1875-1878 | Republikein |
| 3   |            | John Wesley Hoyt (1831–1912)    | 1878-1882 | ?           |
| 4   |            | William Hale (1837–1885)        | 1882-1885 | Republikein |
| -   |            | Elliot Morgan                   | 1885      | Republikein |
| 5   |            | Francis Warren (1844–1929) (1x) | 1885-1886 | Republikein |
| 6   |            | George White Baxter (1855–1929) | 1886      | Republikein |
| -   |            | Elliot Morgan                   | 1886-1887 | Republikein |
| 7   |            | Thomas Moonlight (1833–1899)    | 1887-1889 | Republikein |
| 8   |            | Francis Warren (1844–1929) (2x) | 1889-1890 | Republikein |

## Gouverneurs van Wyoming (1890–heden)
| Nr. | Gouverneur van Wyoming Governor of Wyoming | Gouverneur van Wyoming Governor of Wyoming | Gouverneur van Wyoming Governor of Wyoming | Ambtstermijn     | Ambtstermijn     | Partij(en)  | Verkiezing(en) |
| --- | ------------------------------------------ | ------------------------------------------ | ------------------------------------------ | ---------------- | ---------------- | ----------- | -------------- |
| 1   |                                            | Francis Warren                             | Francis Warren (1844–1952)                 | 10 oktober 1890  | 18 november 1890 | R           | 1890           |
| 2   |                                            | Amos Barber                                | Amos Barber (1860–1915)                    | 18 november 1890 | 3 januari 1893   | R           | 1890           |
| 3   |                                            | John Osborne                               | John Osborne (1858–1943)                   | 3 januari 1893   | 5 januari 1895   | D           | 1892           |
| 4   |                                            | William Alford Richards                    | William Alford Richards (1849–1912)        | 5 januari 1895   | 3 januari 1899   | R           | 1894           |
| 5   |                                            | DeForest Richards                          | DeForest Richards (1846–1903)              | 3 januari 1899   | 28 april 1903    | R           | 1898           |
| 5   | 1902                                       | DeForest Richards                          | DeForest Richards (1846–1903)              | 3 januari 1899   | 28 april 1903    | R           |                |
| 6   |                                            | Fenimore Chatterton                        | Fenimore Chatterton (1860–1958)            | 28 april 1903    | 1 januari 1905   | R           |                |
| 7   |                                            | Bryant Brooks                              | Bryant Brooks (1861–1944)                  | 1 januari 1905   | 1 januari 1911   | R           | 1904           |
| 7   | 1906                                       | Bryant Brooks                              | Bryant Brooks (1861–1944)                  | 1 januari 1905   | 1 januari 1911   | R           |                |
| 8   |                                            | Joseph Carey                               | Joseph Carey (1845–1924)                   | 1 januari 1911   | 5 januari 1915   | D (1911–12) | 1910           |
| 8   | P (1912–15)                                | Joseph Carey                               | Joseph Carey (1845–1924)                   | 1 januari 1911   | 5 januari 1915   |             | 1910           |
| 9   |                                            | John Kendrick                              | John Kendrick (1857–1933)                  | 5 januari 1915   | 4 maart 1917     | D           | 1914           |
| 10  |                                            | Frank Houx                                 | Frank Houx (1854–1941)                     | 4 maart 1917     | 5 januari 1919   | D           | 1914           |
| 11  |                                            |                                            | Robert Carey (1878–1937)                   | 5 januari 1919   | 1 januari 1923   | R           | 1918           |
| 12  |                                            | William Ross                               | William Ross (1873–1924)                   | 1 januari 1923   | 2 oktober 1924   | D           | 1922           |
| 13  |                                            |                                            | Frank Lucas (1876–1948)                    | 2 oktober 1924   | 5 januari 1925   | R           | 1922           |
| 14  |                                            | Nellie Tayloe Ross                         | Nellie Tayloe Ross (1876–1977)             | 5 januari 1925   | 3 januari 1927   | D           | 1924           |
| 15  |                                            |                                            | Frank Emerson (1882–1931)                  | 3 januari 1927   | 18 februari 1931 | R           | 1926           |
| 15  | 1930                                       |                                            | Frank Emerson (1882–1931)                  | 3 januari 1927   | 18 februari 1931 | R           |                |
| 16  |                                            |                                            | Alonzo Clark (1868–1952)                   | 18 februari 1931 | 3 januari 1933   | R           |                |
| 17  |                                            |                                            | Leslie Miller (1886–1970)                  | 3 januari 1933   | 1 januari 1939   | D           | 1932           |
| 17  | 1934                                       |                                            | Leslie Miller (1886–1970)                  | 3 januari 1933   | 1 januari 1939   | D           |                |
| 18  |                                            | Nels Smith                                 | Nels Smith (1884–1976)                     | 1 januari 1939   | 3 januari 1943   | R           | 1938           |
| 19  |                                            | Lester Hunt                                | Lester Hunt (1892–1954)                    | 3 januari 1943   | 3 januari 1949   | D           | 1942           |
| 19  | 1946                                       | Lester Hunt                                | Lester Hunt (1892–1954)                    | 3 januari 1943   | 3 januari 1949   | D           |                |
| 20  |                                            |                                            | Arthur Crane (1877–1955)                   | 3 januari 1949   | 1 januari 1951   | R           |                |
| 21  |                                            | Frank Barrett                              | Frank Barrett (1892–1962)                  | 1 januari 1951   | 3 januari 1953   | R           | 1950           |
| 22  |                                            |                                            | Clifford Rogers (1897–1962)                | 3 januari 1953   | 3 januari 1955   | R           | 1950           |
| 23  |                                            | Milward Simpson                            | Milward Simpson (1897–1993)                | 3 januari 1955   | 5 januari 1959   | R           | 1954           |
| 24  |                                            | John Hickey                                | John Hickey (1911–1970)                    | 5 januari 1959   | 3 januari 1961   | D           | 1958           |
| 25  |                                            | Jack Gage                                  | Jack Gage (1899–1970)                      | 3 januari 1961   | 3 januari 1961   | D           | 1958           |
| 26  |                                            | Clifford Hansen                            | Clifford Hansen (1912–2009)                | 7 januari 1963   | 3 januari 1967   | R           | 1962           |
| 27  |                                            | Stanley Hathaway                           | Stanley Hathaway (1924–2005)               | 3 januari 1967   | 5 januari 1975   | R           | 1966           |
| 27  | 1970                                       | Stanley Hathaway                           | Stanley Hathaway (1924–2005)               | 3 januari 1967   | 5 januari 1975   | R           |                |
| 28  |                                            | Edgar Herschler                            | Edgar Herschler (1918–1990)                | 5 januari 1975   | 5 januari 1987   | D           | 1974           |
| 28  | 1978                                       | Edgar Herschler                            | Edgar Herschler (1918–1990)                | 5 januari 1975   | 5 januari 1987   | D           |                |
| 28  | 1982                                       | Edgar Herschler                            | Edgar Herschler (1918–1990)                | 5 januari 1975   | 5 januari 1987   | D           |                |
| 29  |                                            | Mike Sullivan                              | Mike Sullivan (1939)                       | 5 januari 1987   | 3 januari 1995   | D           | 1986           |
| 29  | 1990                                       | Mike Sullivan                              | Mike Sullivan (1939)                       | 5 januari 1987   | 3 januari 1995   | D           |                |
| 30  |                                            | Jim Geringer                               | Jim Geringer (1944)                        | 3 januari 1995   | 6 januari 2003   | R           | 1994           |
| 30  | 1998                                       | Jim Geringer                               | Jim Geringer (1944)                        | 3 januari 1995   | 6 januari 2003   | R           |                |
| 31  |                                            | Dave Freudenthal                           | Dave Freudenthal (1950)                    | 6 januari 2003   | 3 januari 2011   | D           | 2002           |
| 31  | 2006                                       | Dave Freudenthal                           | Dave Freudenthal (1950)                    | 6 januari 2003   | 3 januari 2011   | D           |                |
| 32  |                                            | Matt Mead                                  | Matt Mead (1962)                           | 3 januari 2011   | 7 januari 2019   | R           | 2010           |
| 32  | 2014                                       | Matt Mead                                  | Matt Mead (1962)                           | 3 januari 2011   | 7 januari 2019   | R           |                |
| 33  |                                            | Mark Gordon                                | Mark Gordon (1957)                         | 7 januari 2019   | heden            | R           | 2018           |
| 33  | 2022                                       | Mark Gordon                                | Mark Gordon (1957)                         | 7 januari 2019   | heden            | R           |                |

(D): Democraat · (R): Republikein · (O): Onafhankelijk